# Wong Chuk Hang
Wong Chuk Hang (kinesiska: 黄竹坑) är en dal i Hongkong (Kina). Den ligger i den centrala delen av Hongkong.